# Hochpreisstrategie
Die Hochpreisstrategie (oder Hochpreispolitik, Premiumpolitik) ist in der Betriebswirtschaftslehre und Preispolitik eine Preisstrategie, die auf das Marktsegment der Qualitätskäufer und Luxusgüter fokussiert ist. Gegensatz ist die Niedrigpreisstrategie. 

## Allgemeines
Es handelt sich um eine Preisstrategie, bei der Güter oder Dienstleistungen dauerhaft auf einem hohen Preisniveau angeboten werden (zum Beispiel Uhren von Rolex, Autos von Ferrari oder Designer-Kleidung von D & G). Preisstrategien streben eine langfristige Ausrichtung von Preisen an und legen den Preis vor allem mit den übergeordneten Unternehmenszielen, Marketinginstrumenten und dem Produktlebenszyklus fest. Bei einer Hochpreisstrategie wird unterstellt, dass einerseits die Güter oder Dienstleistungen auch preiswerter angeboten werden können und dass es andererseits auch preiswertere Substitutionsgüter der Konkurrenz gibt.

## Nachfrage
Die Hochpreisstrategie muss sich aus dem Preiswettbewerb heraushalten, gerät deshalb nicht unter Preisdruck und muss sich an Markenkäufern orientieren. Die Strategie kann darüber hinaus auch bei der Markteinführung in Form der Abschöpfungsstrategie angewandt werden (englisch price skimming), um die erste Nachfrage der Zielgruppen durch Abschöpfung der Konsumentenrente „abzusahnen“ und danach den Preis zu senken. Die Kunden besitzen eine niedrige Preissensivität und eine hohe Zahlungsbereitschaft. 
Die zur Abschöpfungsstrategie gegensätzliche Penetrationsstrategie beginnt bei der Markteinführung mit Niedrigpreisen, um schnell hohe Marktanteile zu gewinnen und erst später gegebenenfalls den Preis zu erhöhen.

## Angebot
Innerhalb der Hochpreisstrategie werden Produkte/Dienstleistungen mit hoher Produkt- oder Dienstleistungsqualität (Premiummarken) und geringem Produktrisiko angeboten; bei den Produkten findet ein starker Qualitätswettbewerb statt. Die Hersteller sind häufig Qualitätsführer, der Preis kann sich auch oberhalb des gewinnoptimalen Preises bewegen. Meist handelt es sich um Markenartikel, auch sämtliche Luxusgüter unterliegen einer Hochpreisstrategie. Die Hersteller erzielen ihren Gewinn im Regelfall durch Einzelfertigung oder Kleinserienfertigung mit geringen Stückzahlen und durch hohe Umsatzerlöse pro Stück.
Künstliche Knappheit ist das Marktverhalten eines Herstellers, der das Angebot seiner Produkte oder Dienstleistungen unterhalb der vorhandenen Nachfrage hält und durch diese Knappheit preistreibend wirkt. Um die Exklusivität eines Produktes zu sichern, wird die produzierte Menge bewusst zu niedrig angesetzt und auf die möglichen Gewinne aus den nicht produzierten Mengen verzichtet. Typische Beispiele sind limitierte (und teilweise nummerierte) Sonderauflagen von Produkten, insbesondere von Luxusgütern. Auch werden vielfach Kunstdrucke oder Sammlermünzen in künstlich limitierter Auflage produziert. Hersteller nutzen das Knappheitsprinzip durch Hochpreisstrategie und Wartezeit als zwei einer Luxusmarke inhärente Eigenschaften, verzichten auf die Ubiquität und vermarkten ihre Produkte nur in wenigen ausgesuchten Flagship-Stores. Diese künstliche Knappheit beruht auf dem Knappheitsprinzip aus der Psychologie, wonach Verbraucher eine Vorliebe für quantitativ begrenzte Güter zeigen, unabhängig von deren Produktqualität.  
Die Produkte/Dienstleistungen sollen beim Nachfrager Präferenzen auslösen (Ladentreue, Markentreue, Produkttreue) und zur Kundenbindung führen, so dass bereits deshalb (hohe) Preise beim Kunden keine Rolle spielen. Produkt- und Markentreue können zusammenfallen, müssen es jedoch nicht.
Wird im Rahmen der Preisdifferenzierung im Ausland bei Exporten eine Niedrigpreisstrategie und im Inland eine Hochpreisstrategie verfolgt, so besteht bei Marken die Gefahr eines Imageverlustes; in vielen Bereichen finden Reimporte statt.

## Unterscheidungen
In Unternehmen werden insbesondere folgende Hoch- und Niedrigpreisstrategien unterschieden:
| Kriterium          | Hochpreisstrategie                                | Niedrigpreisstrategie                         |
| ------------------ | ------------------------------------------------- | --------------------------------------------- |
| Saisonbetriebe     | Hauptsaison                                       | Nebensaison                                   |
| Ladenart           | Fachgeschäft Drei-Sterne-Restaurant               | Supermarkt Imbissbude                         |
| Güterart           | Luxusgüter Markenartikel Haute Cuisine Champagner | Billigsortiment No-Name-Artikel Junkfood Sekt |
| Personenkraftwagen | Luxusklasse                                       | Kleinwagen                                    |
| Luftverkehr        | First Class                                       | Economy Class                                 |
| Produktqualität    | Premiummarke                                      | Zweitmarke                                    |
| Immobilienmarkt    | Luxusimmobilie                                    | Schrottimmobilie                              |
| Strommarkt         | Spitzenlasttarifierung                            | Nachtstrom                                    |

## Peak load pricing
Die an der Spitzenauslastung orientierte Preispolitik (Spitzenlasttarifierung; englisch Peak Load Pricing) ist eine zeitliche Preisdifferenzierung, die häufig im Dienstleistungssektor bei nicht lagerfähigen Produkten angewandt wird. Die Unternehmen sind hohen Nachfrageschwankungen (Tages-, Wochen- und Saisonschwankungen) ausgesetzt. Hierzu gehören Elektrizitätsversorgungsunternehmen (hoher Preis für die Spitzenlast tagsüber, niedriger Preis beim Nachtstrom), Fluggesellschaften, Gastronomie (Haute Cuisine) oder Hotels (Luxushotels). Sie fahren eine Hochpreisstrategie in nachfragestarken Perioden und Niedrigpreisstrategie in nachfrageschwachen Zeiten. Das Peak load pricing gelingt umso mehr, je höher die Nachfrageelastizität ist. Die hierunter befindlichen Saisonbetriebe – wie auch große Teile der Landwirtschaft – können Peak load pricing betreiben.
Ziel des Peak load pricing ist es, durch entsprechende Preisnachlässe die preissensible Nachfrage in die Zeit außerhalb der Saison zu verlagern und dadurch mehr Kunden zu gewinnen und den Gesamterlös erhöhen zu können.

## Inhalt der Strategie

### Operative Ansätze
Im operativen Teil der Hochpreisstrategie setzen die klassischen Verkaufspraktiken ein. Hierbei ist zu beachten, dass die Anforderungen an die Vertriebsmitarbeiter hoch sind. Das heißt, die Phasen im Verkaufsgespräch sind ein wichtiger Erfolgsfaktor für höhere Preise. Nur wenn der Kunde einen höheren Kundennutzen für sich erkennt, wird er bereit sein einen höheren Preis zu zahlen. Deshalb sind strukturierte Verkaufsprozesse wichtig.
Im ersten Schritt werden kundenbezogene Einzelstrategien erarbeitet. Danach werden gezielt Beziehungen zu bestimmten Personen beim Zielkunden aufgebaut und verfestigt. Unter dem Oberbegriff „Kundenbeziehungsmanagement“ werden die Personen regelmäßig kontaktiert, um ein Vertrauensverhältnis zwischen Kunde und Lieferant herzustellen. Im Mittelpunkt aller Aktivitäten stehen der Kundennutzen und der damit verbundene Aufbau von Alleinstellungsmerkmalen, denn diese haben den größten Einfluss auf die Preisgestaltung.

### Kundensegmentierung
Dies ist ein rein strategischer Ansatz, der dann mit dem operativen Tagesgeschäft im Vertrieb verwoben werden muss. Die Kunden werden nicht nur über Umsatz oder Deckungsbeitrag in ABC-Kunden aufgeteilt, sondern auch anhand ihrer eigenen Wachstumspotentiale. Der Zielmarkt wird einer Marktanalyse unterzogen. Auf Grundlage dieser Analyse wird der Fokus im Vertrieb auf bestimmte strategische Kundensegmente ausgerichtet.

### Motivation der Mitarbeiter
Damit die Vertriebsmitarbeiter höhere Preise als ihre Wettbewerber erzielen können, muss das Ziel im Vertrieb sein, dem Kunden höchste Leistung zu bieten, um so den höchsten Preis zu erzielen. Alle Mitarbeiter des Unternehmens müssen den tieferen Sinn der Strategie erkennen und für das Ziel motiviert werden (Arbeitsmotivation). Dies ist ein laufender Prozess, der in der Unternehmensphilosophie verankert sein muss, wobei auch die Mitarbeiterzufriedenheit zu berücksichtigen ist.

### Strategisches Radar
Hier stehen permanente Wettbewerbsanalysen und Kundenbefragungen im Vordergrund. Diese Erhebungen werden zum Aufbau von Alleinstellungsmerkmalen genutzt, um sich gezielt von den Wettbewerbern zu distanzieren. Jeder einzelne Mitarbeiter muss am Verkaufsort (englisch Point of Sale) Alleinstellungsmerkmale erkennen und diese in ihr Unternehmen tragen können. Diese Einzigartigkeit durch Alleinstellungsmerkmale führt dazu, dass Kunden bereit sind, einen höheren Preis zu zahlen. Damit eine ständige Leistungsverbesserung der Produkte und Dienstleistungen stattfinden kann, ist ein kontinuierlicher Verbesserungsprozess notwendig.

### CRM-Integration
Das CRM-System sollte eine Kundensegmentierung wie oben beschrieben abbilden können. Eine weitere Aufgabe des CRM-Systems ist eine Verzahnung der strategischen und der operativen Ziele. Im technischen Vertrieb werden Entscheidungen meist nicht von Einzelpersonen getroffen, sondern von einem Personenkreis. Somit müssen alle Personen, die zur Entscheidungsfindung beitragen, identifiziert werden. Einzelstrategien für jede dieser Personen aus dem Entscheiderkreis helfen, den Entscheidungsprozess besser zu beeinflussen. Dies muss das CRM-System ebenfalls berücksichtigen.

## Wirtschaftliche Aspekte
Voraussetzung für die Hochpreisstrategie sind die dauerhafte Schaffung eines akquisitorischen Potentials, monopolistischer Spielraum bei Preisen und Produkt- oder Finanzinnovationen. Sie soll einem Anbieter durch Preisdifferenzierung Wettbewerbsvorteile verschaffen, die auch irrational sein können und bei Käufern etwa bei Premiummarken zu Statussymbolen verhelfen.
Die Preispolitik der Saisonbetriebe nutzt die Arten der Saison zur Preisdifferenzierung. Das geschieht im Rahmen der zeitlichen Preisdifferenzierung durch Hochpreisstrategie während der Hauptsaison und Niedrigpreisstrategie in der Nebensaison.
Hochpreisstrategien können die Zahlungsbereitschaft der Nachfrager abschöpfen oder durch Niedrigpreisstrategien weniger zahlungsbereite Nachfrager ansprechen, um die Absatzmenge zu steigern.